# Marcel Capelle
Auguste Marcel Capelle (Parigi, 25 febbraio 1904 – Espalion, 8 aprile 1996) è stato un calciatore francese.

## Carriera
In carriera, Capelle giocò per il RC Paris, il Sète e il Saint-Étienne.
Disputò, con la Nazionale francese, il Mondiale 1930.

## Palmarès

### Club
- Campionato francese: 1

Sète: 1934